# 스타폭스 가드
《스타폭스 가드》는 닌텐도 기획제작본부와 플래티넘게임즈가 개발하고 닌텐도가 배급한 Wii U 타워 디펜스 게임이다. 2016년 4월 출시된 《스타폭스 제로》 초회판에 동봉된 형태로 최초로 출시됐으며, 이후 Wii U 닌텐도 e숍을 통해 디지털 다운로드 코드로 판매됐다.

## 반응
《스타폭스 가드》는 리뷰 애그리게이터 웹사이트 메타크리틱에서 "복합적이거나 대체로 긍정적인 평가"를 받았다.

## 참조

### 내용주
1. ↑  영어: Star Fox Guard, 일본어: スターフォックス ガード